# Aéroport de Jasper
L'aéroport de Jasper est un aéroport situé en Alberta, au Canada. Il est principalement utilisé pour des manœuvres militaires.